# William Strutt
William Strutt (1756 – 1830) è stato un architetto britannico.

## Biografia
William era il primo figlio di Jedediah Strutt: dopo aver ricevuto una buona educazione si unì l'attività del padre all'età di quattordici anni. Egli aveva ereditato le abilità meccaniche paterne e si dice che abbia pensato ad un prototipo di quella che poi sarà la spinning mule (macchina automatica per filare che porta trenta fusi, nata dall'ibridazione tre la Giannetta ed il mulino idraulico)  alcuni anni prima che Richard Roberts la brevettasse nel 1830, ma la tecnologia del periodo non era ancora abbastanza sviluppata.
In ogni caso, si dedicò alla parte più tecnica degli affari, mentre i suoi fratelli Joseph e George Benson affrontavano rispettivamente la parte commerciale e di gestione.
Divenne un architetto di successo, progettando molti dei ponti a Derby e l'originale Derbyshire General Infirmary nel 1810. Nel 1779 fu nominato cittadino onorario di Derby e Burgess del Comune, che gli permise di avere diritto di voto nel Parlamento. Fu uno dei cofondatori della Derby Philosophical Society con Thomas Gisborne, Richard French, Erasmus Darwin ed altri, e ne fu presidente per 28 anni.

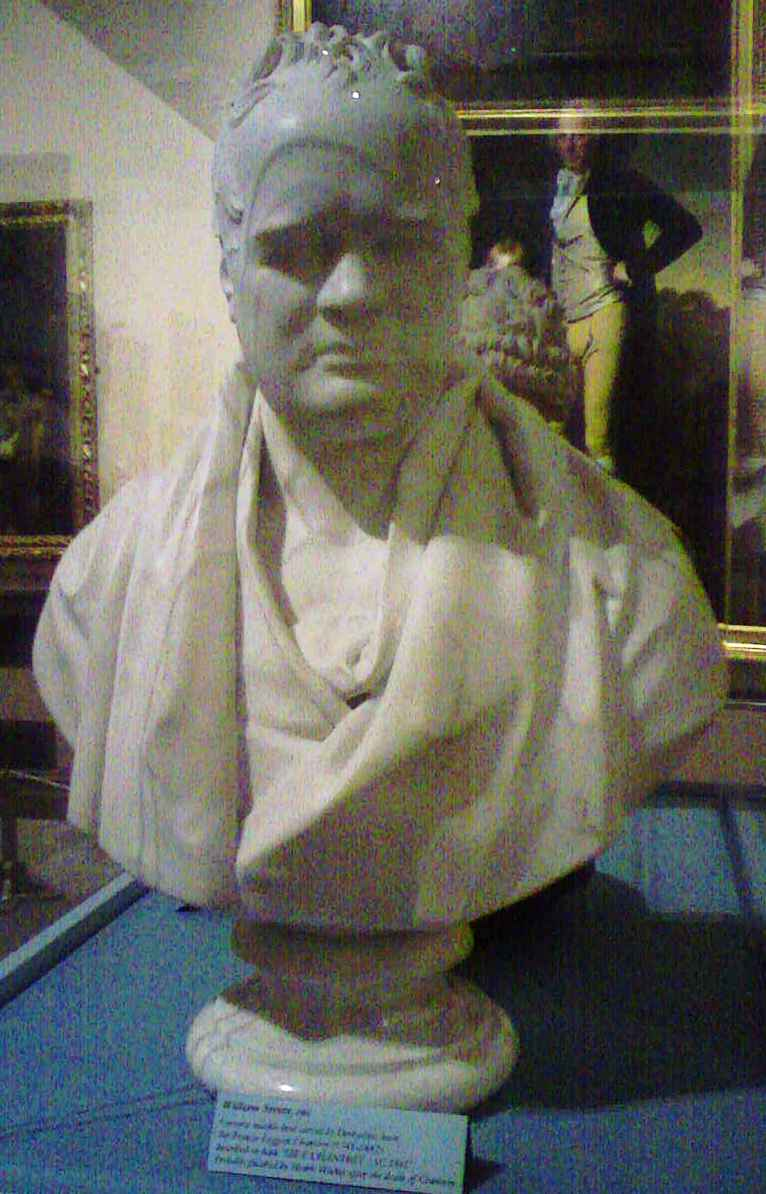
Busto di Strutt di Francis Chantrey al Derby Museum and Art Gallery

Una delle preoccupazioni più importanti Strutt fu lo sviluppo della resistenza al fuoco nelle strutture e negli appartai tecnologici dei mulini tessili e l'applicazione di questi metodi ad altri contesti. Uno dei problemi principali con il legno dei mulini del XIX secolo era il fuoco, in particolare se si svolgevano attività produttive legate a materiale infiammabile, come il cotone. Quando il mulino di Darley Abbey bruciò nel 1788 fu ricostruito con i fogli di stagno fissati alle travi come protezione. E molti ingegneri del periodo si interessavano al problema che aveva una rilevanza globale.
Strutt aveva usato la ghisa per i ponti a Derby, e la applicò ad altre costruzioni, in primo luogo un mulino per calicot a Derby ed un magazzino a Milford (demolita nel 1964 per fare un parcheggio), e poi il nuovo West Mill, costruito nel 1795 a Belper. C'erano pavimenti in piastrelle di gesso retti da archi di mattoni sostenuti da colonne in ghisa e travi di legno ricoperte da una sottile lamiera. Per ridurre il peso, nei piani superiori impiegò l'antica tecnica muraria romana di utilizzare anche vasi di terracotta vuoti rivestiti in gesso.
Costruì un mulino per il lino di cinque piani a Ditherington presso Shrewsbury, dove anche le travi erano di ghisa, costruendo così uno dei primi organismi industriali in ferro. Impiegò lo stesso principio per ricostruire il Belper Mill Nord dopo l'incendio nel 1803.
Strutt costruì una serie di altri mulini a Belper e Milford, forse il più notevole è stato il Round Mill,  probabilmente influenzato dalle idee di Jeremy Bentham sull'edificio ottagonale con un punto di comando centrale.
Sposò Barbara, la figlia di Thomas Evans di Darley Abbey, ed il loro primo figlio Edward poi diventare Lord Belper. Ebbe anche tre figlie, Elisabeth, Anna e Francis e due figlie che morirono in tenera età.

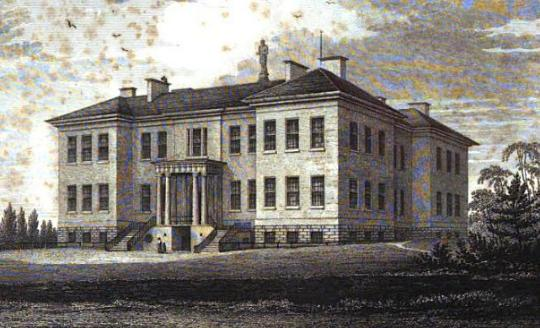
Derby Royal Infirmary

Nel 1819 Strutt progettò e costruì il Derby Royal Infirmary lavorando assieme all'amico Charles Sylvester. Questi documentò i nuovi modi di riscaldare l'ospedale che vennero applicati nel progetto e Strutt integrò nelle molte delle nuove tecniche costruttive nell'edificio, comprese quelle ignifughe già utilizzate. L'edificio culminava con una gigantesca statua di Esculapio ad opera di William John Coffee. Silvester fu poi in grado di utilizzare le nuove idee per il riscaldamento degli edifici apprese da Strutt ed applicarle in numerosi altri progetti. Questo ospedale venne giudicato come il migliore nel campo dell'architettura dell'epoca e molti architetti europei vennero in visita per studiarlo. Alla fine Strutt fu proposto come membro della Royal Society da cinque illustri soci, tra cui Marc Isambard Brunel e James Watt. Nel 1817 fu eletto membro della Royal Society
Strutt morì nel 1830 e fu sepolto nella Cappella Unitaria a Friargate, Derby.